# Philonotis brevicuspis
Philonotis brevicuspis är en bladmossart som beskrevs av Brotherus 1897. Philonotis brevicuspis ingår i släktet källmossor, och familjen Bartramiaceae. Inga underarter finns listade i Catalogue of Life.